# Шульман, Юрий Маркович
Ю́рий Ма́ркович Шу́льман (бел. Юрый Маркавіч Шульман; род. 29 апреля 1975, Минск, БССР) — белорусский и американский шахматист.

## Биография
Юрий Шульман начинал с уроков шахмат у тренера Тамары Головей, когда ему было 6 лет. Он продолжал учиться шахматной игре у таких мастеров как Альберт Капенгут и гроссмейстер Борис Гельфанд.
Титул гроссмейстера им был получен в 1995 году. В 1999 году он переезжает в США для обучения в Университете Техаса в Далласе, где участвует в национальном первенстве среди студенческих команд.
Шульман окончил Государственную академию спорта (Белоруссия), бакалавр информатики и M.B.A. по специальности финансы Университета Техаса.
Шульман достиг высоких шахматных результатов в Америке сразу после переезда в страну. Он был первым на 2001 World Open, вторым призёром на 2006 U.S. Chess Championship, победителем 2006 U.S. Open Chess Championship. Он занял 3-е место на Чемпионате США по шахматам (2007) и квалифицирован на Чемпионат мира по шахматам в 2007 году (по версии ФИДЕ).
21 мая 2008 года Юрий Шульман выиграл национальный Чемпионат США по шахматам. Основатель Международной шахматной школы Юрия Шульмана и общественной организации «GM Shulman Chess Without Borders» («Гроссмейстер Шульман: Шахматы без границ») (2007).
Сын неоднократного чемпиона Белоруссии по шашкам Марка Шульмана.

## Основные достижения
- 1994 — Национальный чемпион Белоруссии, Высшая награда Спортсмена Республики Беларусь и член белорусской шахматной олимпийской команды в 1994—1998 гг.
- 1998 — Национальный чемпион Белоруссии (совместно)
- 1995 — Чемпион Европы среди юниоров
- 1995 — Защита звания гроссмейстера
- 2000 — Победитель (совместно) US National Open, Чемпион Техаса по шахматам, победитель соревнования Koltanowski Memorial
- 2001 — Входит в Топ-100 лучших шахматистов мира, победитель (совместно) World Open
- 2002 — Победитель (совместно) American Open
- 2004 — 3-е место на Чемпионате США по шахматам
- 2005 — Чемпион Иллинойса, победитель (совместно) Millennium chess festival, квалифицирован на 1/16 Международного Кубка по шахматам(Ханты-Мансийск, Россия)
- 2006 — Победитель 107-го US Open Chess Championship (Чикаго, США), U.S. Chess Championship runner-up (Сан-Диего, США), U.S. Women Olympic team coach (4-е место) (Турин, Италия)
- 2006 — Победитель (совместно) University of Texas at Dallas GM Invitational Tournament
- 2007 — 3-е место на Чемпионате США по шахматам и квалифицирован на Чемпионат мира по шахматам в 2007 году (по версии ФИДЕ)
- 2007 — 1-е место на 2007 Chicago Open (Чикаго, США)
- 2008 — Чемпион США по шахматам

## Изменения рейтинга
| Графики недоступны из-за технических проблем. См. информацию на Фабрикаторе и на mediawiki.org. |